# Bay Springs
Bay Springs es una ciudad del Condado de Jasper, Misisipi, Estados Unidos. Según el censo de 2000 tenía una población de 2.097 habitantes.

## Demografía
Según el censo de 2000, había 2.097 personas, 793 hogares y 524 familias residiendo en la localidad. La densidad de población era de 54,8 hab./km². Había 880 viviendas con una densidad media de 23,0 viviendas/km². El 50,02% de los habitantes eran blancos, el 49,64% afroamericanos, el 0,05% de otras razas y el 0,29% pertenecía a dos o más razas. El 0,57% de la población eran hispanos o latinos de cualquier raza.
Según el censo, de los 793 hogares en el 30,5% había menores de 18 años, el 42,9% pertenecía a parejas casadas, el 20,3% tenía a una mujer como cabeza de familia, y el 33,8% no eran familias. El 32,5% de los hogares estaba compuesto por un único individuo, y el 17,9% pertenecía a alguien mayor de 65 años viviendo solo. El tamaño promedio de los hogares era de 2,45 personas, y el de las familias de 3,13.
La población estaba distribuida en un 24,7% de habitantes menores de 18 años, un 8,9% entre 18 y 24 años, un 23,1% de 25 a 44, un 22,9% de 45 a 64, y un 20,4% de 65 años o mayores. La media de edad era 40 años. Por cada 100 mujeres había 77,3 hombres. Por cada 100 mujeres de 18 años o más, había 75,1 hombres.
Los ingresos medios por hogar en la localidad eran de 22.895 dólares ($), y los ingresos medios por familia eran 30.938 $. Los hombres tenían unos ingresos medios de 31.806 $ frente a los 19.091 $ para las mujeres. La renta per cápita para la ciudad era de 14.199 $. El 28,8% de la población y el 26,0% de las familias estaban por debajo del umbral de pobreza. El 36,5% de los menores de 18 años y el 33,1% de los habitantes de 65 años o más vivían por debajo del umbral de pobreza.

## Geografía
Según la Oficina del Censo de los Estados Unidos, Bay Springs tiene un área total de 38,4 km² de los cuales 38,3 km² corresponden a tierra firme y 0,1 km² a agua. El porcentaje total de superficie con agua es 0,20%.